# Catarina Vasa
Caterina Vasa (suedeză Katarina Gustavsdotter Vasa; 6 iunie 1539 – 21 decembrie 1610) a fost prințesă suedeză și contesă consort a Frisiei de Est ca soția a Contelui Edzard al II-lea. A fost fiica cea mare a lui Gustav Vasa și Margaret Leijonhufvud. A fost regentă a Ostfriesland  (Frisia de Est) din 1599 până în 1610.

## Biografie
Ca prima prințesă suedeză în 200 de ani, nașterea Caterinei a fost privită ca o bună oportunitate de a face alianțe politice străine; s-au făcut multe negocieri pentru a vedea care e cea mai bună partidă. Caterina a primit o educație atentă și o zestre mare.
A fost ales Edzard din Frizia de Est deoarece Frizia Orientală controla un important port din Emden care avea o poziție strategică cu Danemarca. Negocierile au durat mult timp, atât de mult timp încât Gustav Vasa a declarat, în frustrarea lui, că a fost o binecuvântare că fiica sa nu a fost "șchioapă sau oarbă". Friziei de Est îi era teamă că mariajul ar putea duce la o dominație suedeză, și în 1558, mama contelui, văduva regentă Anna de Oldenburg, a împărțit puterea în Frizia Orientală între cei trei fii. 
În 1559, în Suedia, a avut loc nunta dintre Caterina și Edzard. Sărbătorile au fost întrerupte de un mare scandal în Vadstena, unde s-a descoperit că sora Caterinei, Cecilia, avea relații sexuale cu fratele lui Edzard, care a refuzat să se căsătorească cu Cecilia așa că acesta a fost închis și posibil castrat. Din aceasta cauză, cuplul nu a putut pleca în Frizia Orientală până în 1561.
Catarina Vasa a fost o prințesă renascentistă bine educată; ea a fost considerată o persoană inteligentă și învățată, cu un caracter independent și care a avut un mare interes pentru literatură și teologie. A fost protestantă, a vizitat Wittenberg și a scris interpretări ale Bibliei.
După moartea soțului ei, ea a scris o odă pentru înmormântarea lui (1599). A avut o mare influență atât asupra soțului ei cât și a fiul ei. A fost în contact cu frații ei din Suedia prin corespondență. Este cunoscută pentru că a protestat împotriva căsătoriei  fratele ei, regele Ioan al III-lea, cu Gunilla Bielke în 1585. În perioada 1599-1610, ea a fost regentă a Friziei de Est.
Dintre toți frații ei, se consideră că ea a semănat cel mai mult cu tatăl ei.

## Familie
Catarina s-a căsătorit cu Edzard al II-lea, Conte al Frisia de Est la 1 octombrie 1559, la Stockholm. Ei au avut următorii copii:
1. Margareta de Ostfriesland, 1560–1588
2. Ana de Ostfriesland, 1562–1621
3. Enno al III-lea de Ostfriesland, 1563–1625, (strămoș al reginei Victoria)
4. Ioan al III-lea de Rietberg, 1566–1625
5. Christopher de Ostfriesland, 1569–1636
6. Edzard de Ostfriesland, 1572?–1573
7. Elisabeta de Ostfriesland, 1572?–1573
8. Sofia de Ostfriesland, 1574–1630
9. Karl Otto de Ostfriesland, 1577–1603
10. Maria de Ostfriesland, 1582–1616

1. ↑  „Catarina Vasa”, Gemeinsame Normdatei, accesat în 22 decembrie 2014
2. ↑  Katarina (în suedeză), Svenskt biografiskt lexikon